# Johann Baptist Knebel
Johann Baptist Knebel (* 15. Dezember 1871 in Uissigheim; † 27. November 1944 in Freiburg im Breisgau) war ein deutscher katholischer Geistlicher.
Johann Baptist Knebel wurde in Uissigheim, heute Ortsteil der Stadt Külsheim (Main-Tauber-Kreis), geboren. Hier besuchte er die Volksschule. Er wurde vom Heimatpfarrer Bernhard Joseph Mayland für die weiterführende Schule, die Lendersche Anstalt in Sasbach, gefördert. Die letzten beiden Schuljahre verbrachte er auf dem Großherzoglichen Gymnasium in Tauberbischofsheim, wo er 1890 das Abitur ablegte. Nach dem Theologiestudium an der Universität Freiburg von 1890 bis 1893 und einem Jahr praktischer Ausbildung wurde Johann Baptist Knebel am 4. Juli 1894 im Priesterseminar St. Peter bei Freiburg zum Priester geweiht. Seit dem Studium war er Mitglied der katholischen Studentenverbindungen KStV Germania Hohentwiel Freiburg und KStV Ripuaria Heidelberg im KV. Dank seiner Predigten und Vorträge während der Vikarsjahre in Ettlingen und Furtwangen sowie seines gewinnenden Umgangs mit Menschen wurde er 1899  nach Mannheim-Neckarvorstadt versetzt, zuerst an die Pfarrkuratie St. Laurentius, die aufgelöst wurde, und danach von 1903 bis 1916 als Pfarrer an die neugegründete Herz-Jesu-Gemeinde mit der 1904 fertiggestellten und 1908 konsekrierten Herz-Jesu-Kirche im neuromanischen Stil. 
In dieser Arbeiterpfarrei musste er sich mit der sozialistischen und religionsfeindlichen Arbeiterbewegung auseinandersetzen und versuchte, durch Artikel in der Zeitschrift „Arbeiterfreund“, einem der ersten Organe in Deutschland für die sozialen und religiösen Anliegen der Arbeiter, Überzeugungsarbeit zu leisten. Diese Versuche sowie seine Predigten und Vorträge bewirkten, dass er daraufhin von 1909 bis 1912 für das Zentrum in die zweite Kammer des badischen Landtags gewählt wurde. So setzte er sich vor allem in der ersten Sitzungsperiode 1909/10 für verbesserte Arbeitsverhältnisse und einen verbesserten Tarifvertrag der Arbeiter ein. In der zweiten Sitzungsperiode 1911/12 trat Knebel im Landtag nicht mehr so häufig auf, und wenn in einer Polemik gegenüber den Sozialdemokraten, die von jeher gegen die Katholische Kirche eingestellt waren. 
Als geistiger Beirat der katholischen Sozialbeamtinnen Deutschlands und religiöser Betreuer der katholischen Lehrerinnen nahm er sich der Frauenfrage an. Ferner nahm Johann Baptist Knebel in der Marianischen Kongregation eine führende Stellung ein.
Von 1916 bis 1924 betreute er als Nachfolger des Pfarrers Heinrich Hansjakob die Pfarrei St. Martin in Freiburg und ging dann als Dorfpfarrer nach Kiechlinsbergen am Kaiserstuhl. Dort veranlasste er die Renovation und neobarocke Neuausstattung der Pfarrkirche St. Petronilla; außerdem gründete er die örtliche Winzergenossenschaft. Von 1933 bis 1939 war er Dekan des Landkapitels Endingen am Kaiserstuhl.
Außer seiner Ernennung zum Geistlichen Rat und Dekan durch den Erzbischof erhielt Johann Baptist Knebel am 3. Juli 1924 die theologische Ehrendoktorwürde der Universität Freiburg. Er gehörte am 11. April 1933 auch zu den ersten vier Geistlichen der Erzdiözese Freiburg, die die am 12. Oktober 1932 vom Heiligen Stuhl neu geschaffene Würde eines Ehrendomkapitulars von Erzbischof Conrad Gröber verliehen erhielten.
1939 ging er in Freiburg in den Ruhestand, wo er am 27. November 1944 bei einem Bombenangriff ums Leben kam.